# Tora Tora (gruppo musicale)
I Tora Tora furono un gruppo hair metal nato a Memphis, Tennessee nel 1986.

## Storia
La band si formò nel 1986 a Memphis, Tennessee con una formazione composta da Anthony Corder (voce), Keith Douglas (chitarra), Patrick Francis (basso), John Patterson (batteria). Il titolo del gruppo era stato ispirato dalla parola d'ordine che i giapponesi scelsero per dare il via al bombardamento di Pearl Harbor (ma era anche il titolo di un film di guerra degli anni cinquanta).
La band vinse un contest agli Ardent Studios di Memphis. Dopo aver registrato una prima versione del brano "Phantom Rider", usarono i soldi vinti nella competizione per registrare il primo EP To Rock, To Roll che includeva i brani "Wasted Love" che fu il brano più richiesto nelle radio per due mesi, e la versione definitiva di "Phantom Rider". L'EP venne pubblicato per sole mille copie, che si esarurirono in un giorno.
Dopo aver registrato una nuova serie di brani, la A&M Records contattò la band offrendogli un contratto nel giugno 1988. La band intraprese tour con grandi nomi della scena come L.A. Guns, Dangerous Toys, Bonham e The Cult.
Dopo aver partecipato nel 1989 alla colonna sonora del film Bill And Ted's Excellent Adventure con il brano "Dancing With A Gypsy", esordirono pochi mesi dopo con il debut Surprise Attack, pubblicato per la A&M che fu trainato dal singolo "Walkin Shoes".
Nel marzo 1991 iniziarono le registrazioni del secondo album, apparso poi nel 1992 con il titolo Wild America, che vide la partecipazione del cantante dei Survivor Jimi Jamison come corista e venne prodotto da Sir Arthur Payson. Tuttavia il periodo non era particolarmente indicato per questo genere, già avviato al declino proprio in quegli anni, soppiantato dall'ondata grunge. La band registrò un terzo album nel 1994, il cui titolo avrebbe dovuto essere Revolution Day, ma l'etichetta A&M scaricò la band proprio in questo periodo e il nuovo album venne accantonato. I Tora Tora si sciolsero pochi mesi dopo, nel 1995.
Il bassista Patrick Francis successivamente fondò la band Rail dall'unione con l'ex-cantante dei Roxy Blue Todd Poole (futuro batterista della nu metal band Saliva).
I Tora Tora si riunirono nel 1998 quando Corder e Francis ripresero il nome del gruppo assieme al chitarrista Hal McCormack (ex Survivor, Black Oak Arkansas), il batterista Tony Gravier (ex Survivor) e il tastierista Joe 'Boogie' Hamond. Suonarono alcuni concerti attorno a Mamphis sotto il nome di Homemade Flavor, prima che il progetto venisse sospeso. Il chitarrista Keith Douglas e il drummer John Paterson abbandonarono la scena musicale: il primo lavora nella fabbrica di colla di famiglia, il secondo ha messo su un negozio che vende articoli per caccia e pesca.
Nel 2005 Anthony Corder fronteggierà la southern rock band Uprisin, composta da altri ex membri dei Survivor.

## Formazione
- Anthony Corder - voce
- Keith Douglas - chitarra
- Patrick Francis - basso
- John Patterson - batteria

## Discografia

### Album in studio
- 1989 - Surprise Attack
- 1992 - Wild America
- 2011 - Revolution Day

### Raccolte
- 2009 - Before & After
- 2009 - Bombs Away: The Unreleased Surprise Attack Recordings
- 2009 - Miss B. Haven': The Unreleased Wild America Recordings